# Kanuslalom-Europameisterschaften 2011
Die Kanuslalom-Europameisterschaften 2011 fanden in La Seu d’Urgell, Spanien, unter der Leitung des Europäischen Kanuverbandes (ECA) statt. Es war die 12. Ausgabe des Wettbewerbs und sie fanden vom 9. bis zum 12. Juni 2011 im Parc Olímpic del Segre statt, dem Austragungsort eben jener Wettkämpfe bei den Olympischen Sommerspielen 1992 in Barcelona.
Es war das erste Mal, dass die Kanuslalom-Europameisterschaft nach Spanien vergeben wurde.

## Ergebnisse
Insgesamt wurden neun Wettbewerbe austragen.

### Männer

#### Canadier
| Wettbewerb | Gold                                                                                             | Gold   | Silber                                                                                         | Silber | Bronze | Bronze |
| ---------- | ------------------------------------------------------------------------------------------------ | ------ | ---------------------------------------------------------------------------------------------- | ------ | --- | ------ |
| C1         | Tony Estanguet                                                                                   | 99,48  | Alexander Slafkovský                                                                           | 100,00 | Denis Gargaud Chanut                                                                                      | 100,14 |
| C1 Team    | FrankreichTony Estanguet Denis Gargaud Chanut Nicolas Peschier                                   | 110,28 | DeutschlandNico Bettge Jan Benzien Sideris Tasiadis                                            | 112,30 | TschechienStanislav Ježek Vítězslav Gebas Tomáš Indruch                                                   | 125,43 |
| C2         | SlowakeiPavol Hochschorner/Peter Hochschorner                                                    | 107,05 | FrankreichPierre Labarelle/Nicolas Peschier                                                    | 107,65 | SlowakeiLadislav Škantár/Peter Škantár                                                                    | 108,61 |
| C2 Team    | TschechienLukáš Přinda & Jan Havlíček Tomáš Koplík & Jakub Vrzáň Václav Hradilek & Štěpán Sehnal | 123,20 | DeutschlandMarcus Becker & Stefan Henze David Schröder & Frank Henze Kai Müller & Kevin Müller | 124,05 | SlowakeiPavol Hochschorner & Peter Hochschorner Tomáš Kučera & Ján Bátik Ladislav Škantár & Peter Škantár | 124,24 |

#### Kajak
| Wettbewerb | Gold                                         | Gold   | Silber                                                  | Silber | Bronze                                              | Bronze |
| ---------- | -------------------------------------------- | ------ | ------------------------------------------------------- | ------ | --------------------------------------------------- | ------ |
| K1         | Daniele Molmenti                             | 93,91  | Samuel Hernanz                                          | 94,83  | Jiří Prskavec                                       | 95,41  |
| K1 Team    | SlowenienPeter Kauzer Jure Meglič Simon Brus | 106,15 | PolenMateusz Polaczyk Grzegorz Polaczyk Dariusz Popiela | 106,53 | FrankreichFabien Lefèvre Boris Neveu Vivien Colober | 106,79 |

### Frauen

#### Canadier
| Wettbewerb | Gold          | Gold   | Silber     | Silber | Bronze        | Bronze |
| ---------- | ------------- | ------ | ---------- | ------ | ------------- | ------ |
| C1         | Caroline Loir | 127,65 | Mira Louen | 127,98 | Lena Stöcklin | 132,67 |

#### Kajak
| Wettbewerb | Gold                                                            | Gold   | Silber                                                                | Silber | Bronze                                        | Bronze |
| ---------- | --------------------------------------------------------------- | ------ | --------------------------------------------------------------------- | ------ | --------------------------------------------- | ------ |
| K1         | Claudia Bär                                                     | 105,26 | Jana Dukátová                                                         | 105,43 | Lizzie Neave                                  | 106,76 |
| K1 Team    | TschechienKateřina Kudějová Štěpánka Hilgertová Irena Pavelková | 122,05 | ÖsterreichCorinna Kuhnle Violetta Oblinger-Peters Viktoria Wolffhardt | 122,87 | SlowakeiJana Dukátová Elena Kaliská Dana Mann | 125,43 |

## Medaillenspiegel
| Platz  | Land                   | Gold | Silber | Bronze | Gesamt |
| ------ | ---------------------- | ---- | ------ | ------ | ------ |
| 1      | Frankreich             | 3    | 1      | 2      | 6      |
| 2      | Tschechien             | 2    | 0      | 2      | 4      |
| 3      | Deutschland            | 1    | 3      | 1      | 3      |
| 4      | Slowakei               | 1    | 2      | 3      | 6      |
| 5      | Italien                | 1    | 0      | 0      | 1      |
| 5      | Slowenien              | 1    | 0      | 0      | 1      |
| 7      | Österreich             | 0    | 1      | 0      | 1      |
| 7      | Polen                  | 0    | 1      | 0      | 1      |
| 7      | Spanien                | 0    | 1      | 0      | 1      |
| 10     | Vereinigtes Königreich | 0    | 0      | 1      | 1      |
| Gesamt |                        | 9    | 9      | 9      | 27     |